# Église catholique en Italie
L'Église catholique en Italie (en italien : Chiesa cattolica in Italia), désigne l'organisme institutionnel et sa communauté locale ayant pour religion le catholicisme en Italie. 
L'Église en Italie est organisée en seize régions ecclésiastiques qui ne sont pas soumises à une juridiction nationale au sein d'une Église nationale mais sont soumises à la juridiction universelle du pape, évêque de Rome, au sein de l'« Église universelle ». 
Les seize régions répartissent 225 diocèses qui rassemblent toutes les paroisses d'Italie.
En étroite communion avec le Saint-Siège, les évêques des diocèses de l'Italie sont membres d'une instance de concertation, la conférence épiscopale italienne.
L'Église catholique est autorisée par l'article 19 de la constitution de l'Italie de 1947 : « Tout individu a le droit de professer librement sa foi religieuse, à condition qu'il ne s'agisse pas de rites contraires aux bonnes mœurs  »,,.  
En 2017, l'Église catholique est la communauté religieuse comptant le plus de membres en Italie avec 81,2%, dont un tiers sont des membres actifs. 

## Histoire
Dès la première moitié du premier siècle après Jésus-Christ, Rome est devenue la capitale de l’Église catholique, car c’est là que saint Pierre, chef des douze Apôtres du Christ et premier évêque de Rome, s’est établi, a exercé son ministère, et est décédé, peu avant saint Paul. Ce pourquoi, le pape est primat d'Italie.  

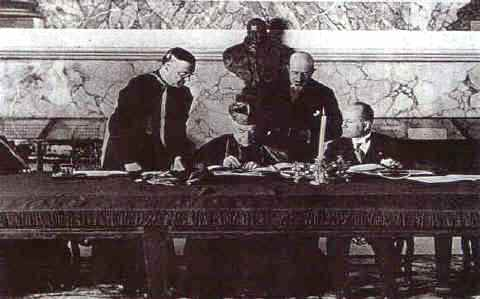
Signature des accords du Latran avec Benito Mussolini et Pietro Gasparri.

En 1929, l'Église et l'État ont signé les accords du Latran qui ont fait de l'Église catholique la religion d'État de l'Italie.  
Le 18 février 1984, un autre concordat est signé entre l'Église et l'État (accords de Villa Madama), l'Italie n'a plus de religion d'État ni officielle (l’article 7 de la Constitution affirme que l’État et l’Église catholique sont indépendants), mais l’État italien reconnait le statut officiel de la religion catholique comme religion du patrimoine Italien, des cours bibliques sont dispensés à l'école publique et le crucifix est obligatoire.

## Organisation

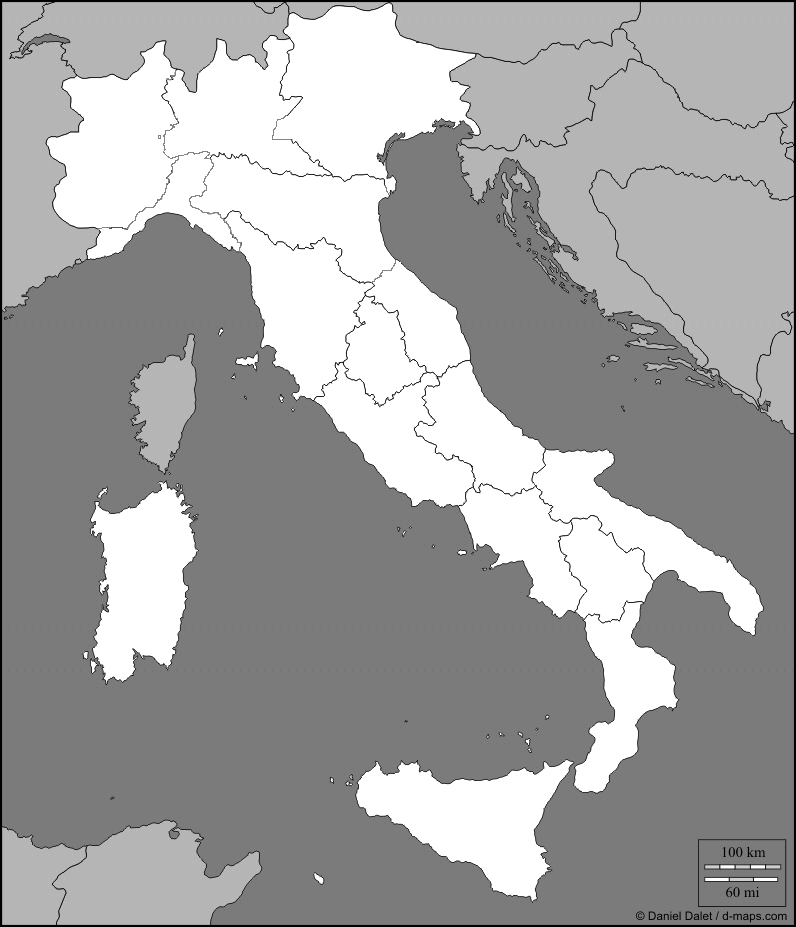
Les 16 régions ecclésiastiques en Italie.

L'Église catholique romaine en Italie est divisée en seize régions ecclésiastiques rassemblant 42 provinces ecclésiastiques rassemblant elles-mêmes 225 Églises particulières : 
- 40 archevêchés métropolitains
- 20 archevêchés non-métropolitains
- 1 patriarcat (Venise)
- 1 siège apostolique (Rome)
- 155 évêchés, dont 7 évêchés suburbicaires c'est-à-dire suffragants du diocèse de Rome
- 2  prélatures territoriales
- 6 abbayes territoriales

## Statistiques
Dans une population de 62,1 millions d'habitants, l'Église catholique est largement majoritaire en Italie avec environ 83,3 % de fidèles, dont environ 25 % de catholiques pratiquants. Les Sans-religion représentent 12,4 % de la population, l'islam  3,7 %,  et les protestants 0,73%,.
En septembre 2024, le média catholique Femmes, Église, Monde (Donne, Chiesa, Mondo) consacre un numéro à l'« exode silencieux  » des femmes de l'Église. Ainsi, selon un sondage, 33 % des Italiennes de moins de 30 ans se revendiquent catholiques, contre 66 % en 2014.